# Badara (Soubakaniédougou)
Pour les articles homonymes, voir Badara.
Ne doit pas être confondu avec Badara (Bama).
Badara est une commune rurale située dans le département de Soubakaniédougou de la province de Comoé dans la région des Cascades au Burkina Faso.